# Gabriel Berdugo
Gabriel Berdugo (Barranquilla, 26 de noviembre de 1948) es un exfutbolista profesional colombiano que se dio a conocer en el fútbol en el Campeonato colombiano 1968. Como jugador profesional tiene un récord de más partidos jugados, 803, incluyendo 17 de Copa Libertadores; convirtió 10 goles y alcanzó dos títulos con el Junior de Barranquilla.
Con 17 años integró la Selección Colombia que asistió por primera vez a una cita olímpica, México 1968. También hizo parte de las eliminatorias de 1977.
Se distinguió por ser fuerte, aguerrido, de personalidad y carácter, siendo líder y capitán.

## Trayectoria

### América de Cali
Llegó al América gracias a su actuación en los Juegos Olímpicos de 1968, su primer club como profesional, procedente de la Selección del Atlántico, donde actuó con Totto Rubio y Eduardo Julián Retat, entre otros. 
Pacífico Simán, presidente del Club Scotland, aspiraba que Gabriel jugara en el Junior, pero no hubo interés por los directivos del cuadro Tiburón que para esa época vivían el ‘boom’ de los brasileros.
Un día antes del partido clásico contra el Deportivo Cali, se lesionó el defensa central Rigoberto Urrea y el profesor Perucca le dijo en la charla técnica: “Berdugo hoy tiene un reto, jugará de defensa central”. No lo dudó un segundo y le respondió: “Cuente conmigo”. 
Con la divisa del América, Gabriel jugó cinco temporadas, 177 partidos. Jugó en Copa Libertadores en 1970.
Inició como centro delantero. Cuando llegó a la primera práctica con los 'Diablos Rojos', el director Técnico argentino Ángel Perucca lo ubicó como zaguero central en un partido amistoso con Estudiantes de La Plata.

### Junior de Barranquilla
En 1974 se le cumple el sueño de jugar en el equipo de sus amores, el Junior.
En 1977, hace parte de la nómina que obtiene el primer título para el club barranquillero.
En 1979, le tocó jugar en el Unión Magdalena.
En 1980, José Varacka regresa a dirigir al Junior de Barranquilla y fue al primero que llamó para volverse a llenar de gloria cuando Junior ganó el segundo título.

### Once Caldas
Gabriel jugó en el Once Caldas (1982 – 1984), donde culminó su carrera como futbolista profesional.

## Selección nacional
En los Juegos Olímpicos 1968 de los 18 jugadores que integraron la nómina nacional, dirigidos por el caleño Édgar Barona, Gabriel Berdugo no solo era el más joven sino el único que no actuaba en el fútbol profesional colombiano, jugaba de centro delantero en el Club Scotland de la liga del Atlántico. 
Cuando llegó a la Selección Colombia fue utilizado como volante mixto, ya que poseía condiciones para ejercer de volante de marca y a la vez conocía los códigos de un delantero. 
Uno de los partidos más recordados de Berdugo fue ante la selección de Brasil. Le tocó la misión de marcar a Pelé. Lo anuló, y el partido finalizó 2–2. Tostao hizo los dos goles.

### Participaciones en Juegos Olímpicos
| Torneo                   | Sede   | Resultado    |
| ------------------------ | ------ | ------------ |
| Juegos Olímpicos de 1968 | México | Primera fase |

## Estadísticas
| Club                       | Div.          | Temporada     | Liga  | Liga  | Internacional | Internacional | Total | Total |
| Club                       | Div.          | Temporada     | Part. | Goles | Part.         | Goles         | Part. | Goles |
| -------------------------- | ------------- | ------------- | ----- | ----- | ------------- | ------------- | ----- | ----- |
| América de Cali · Colombia | 1.ª           | 1968-72       | 177   |       | 7             | 0             | 184   |       |
| América de Cali · Colombia | Total club    | Total club    | 177   |       | 7             | 0             | 184   |       |
| Junior · Colombia          | 1.ª           | 1973-78       |       |       | 6             | 0             |       |       |
| Junior · Colombia          | 1.ª           | 1980-81       |       |       | 4             | 0             |       |       |
| Junior · Colombia          | Total club    | Total club    | 376   | 5     | 10            | 0             | 386   | 5     |
| Unión Magdalena · Colombia | 1.ª           | 1979          | 54    | 2     | -             | -             | 54    | 2     |
| Unión Magdalena · Colombia | Total club    | Total club    | 54    | 2     | 0             | 0             | 54    | 2     |
| Once Caldas · Colombia     | 1.ª           | 1982-84       | 126   |       | -             | -             | 126   |       |
| Once Caldas · Colombia     | Total club    | Total club    | 126   |       | 0             | 0             | 126   |       |
| Total carrera              | Total carrera | Total carrera | 733   |       | 17            | 0             | 750   |       |

### Selección
| Selección                | Año                      | Partidos | Goles |
| ------------------------ | ------------------------ | -------- | ----- |
| Colombia Olímpica        | 1968                     | 3        | 0     |
| Total                    | Total                    | 3        | 0     |
| Colombia Mayores         | 1977                     | 2        | 0     |
| Total                    | Total                    | 2        | 0     |
| Total Selección Colombia | Total Selección Colombia | 5        | 0     |

## Palmarés

### Campeonatos nacionales
| Título           | Club                   | País     | Año  |
| ---------------- | ---------------------- | -------- | ---- |
| Primera División | Junior de Barranquilla | Colombia | 1977 |
| Primera División | Junior de Barranquilla | Colombia | 1980 |